# Peter Osgood
Peter Leslie Osgood (Windsor, 20 febbraio 1947 – Slough, 1º marzo 2006) è stato un calciatore inglese, di ruolo attaccante.

## Carriera

### Club

#### Chelsea
Comincia a giocare nel Chelsea da ragazzino e fa il suo debutto in prima squadra a 17 anni in League Cup, segnando entrambi i gol nella vittoria per 2-0 contro il Workington il 16 dicembre 1964. Aveva precedentemente segnato 30 reti in 20 gare con la squadra riserve fino a quel momento.
Dopo una tournée di fine stagione giocata in Australia, dove Osgood segna 12 reti in 8 partite, entra a far parte stabilmente della prima squadra e gioca nuovamente con i Blues nella vittoria per 4-1 di Coppa delle Fiere contro la Roma del 22 settembre 1965. Successivamente comincia a giocare anche in campionato, segnando 7 reti, inclusa una segnata al Burnley dopo una corsa di oltre cinquanta metri palla al piede.
A seguito di un infortunio ad una gamba occorsogli dopo un contrasto con Emlyn Hughes nel match di League Cup del 6 ottobre 1966 contro il Blackpool, Osgood è costretto a rimanere fuori dai campi di gioco per parecchi mesi, perdendo anche l'occasione di disputare la prima finale di FA Cup mai disputata dal Chelsea nello stadio di Wembley. I Blues perderanno poi questa partita per 1-2 contro il Tottenham, il 20 maggio del 1967. Al ritorno dall'infortunio il nuovo allenatore Dave Sexton lo impiega spesso come centrocampista.
Nel 1970 conquista con la propria squadra la vittoria in FA Cup nella finale contro il Leeds Utd, dopo che era andato a segno in ogni turno giocato dal Chelsea. Osgood va a segno anche nella ripetizione della finale giocata all'Old Trafford (e vinta poi per 2-1), realizzando il gol del pareggio su assist di Charlie Cooke.
L'anno successivo Osgood fa parte della formazione del Chelsea che vince la Coppa delle Coppe sconfiggendo il Real Madrid per 2-1 ad Atene, segnando la seconda e decisiva rete. Nel 1972 va a segno anche nella terza finale di coppa consecutiva disputata con il Chelsea, quella di League Cup, che la formazione londinese perde per 2-1 contro lo Stoke City. Negli anni successivi Osgood continua a segnare regolarmente e un suo gol realizzato con tiro al volo da fuori area contro l'Arsenal nei quarti di finale di FA Cup viene votato come gol dell'anno della stagione 1972-1973.
Con il Chelsea realizza 150 reti in 380 partite.

#### Dal Southampton al ritorno al Chelsea
Nel marzo del 1974 viene venduto al Southampton per una cifra record per il club pari a 275.000 sterline. Nel periodo passato con i Saints conquista una FA Cup nel 1976 dopo aver sconfitto il Manchester Utd in finale con il punteggio di 1-0 e lascia poi la squadra nel novembre del 1977, dopo aver segnato 36 gol in 157 partite. In questo periodo disputa anche una stagione in prestito al Norwich City.
Dopo un breve periodo passato ai Philadelphia Fury, squadra partecipante al campionato NASL dove realizza una rete in 23 presenze, Osgood ritorna al Chelsea nel dicembre del 1978. Va a segno al nuovo debutto con la squadra londinese nella sconfitta per 7-2 contro il Middlesbrough. Continua a vestire la maglia del club fino a dicembre del 1979, quando decide di ritirarsi dal calcio giocato.

### Nazionale
Ai tempi del Chelsea il commissario tecnico della Nazionale inglese Alf Ramsey lo inserisce nella prima lista di quaranta giocatori compilata per i Mondiali del 1966, nell'aprile del 1966, non venendo poi incluso nella lista definitiva dei ventidue giocatori che parteciperanno e vinceranno la Coppa del Mondo.
Ha poi giocato 4 partite con la Nazionale inglese. L'esordio con la maglia dei Three Lions avviene il 25 gennaio 1970, quando gioca da titolare nell'amichevole vinta per 1-3 contro il Belgio a Bruxelles.
Osgood viene successivamente inserito nella lista dei giocatori che partecipano al Mondiale del 1970, scendendo in campo nelle partite contro Romania e Cecoslovacchia come sostituto. La sua quarta e ultima partita in Nazionale la gioca infine il 14 novembre 1973, nell'amichevole persa per 0-1 a Wembley contro l'Italia.

## Dopo il ritiro
Una volta chiuso con il calcio, Osgood apre un pub all'inizio degli anni ottanta, l'Union Inn, assieme al suo ex compagno d'attacco Ian Hutchinson, senza però avere fortuna nell'investimento. Negli anni novanta viene impedito l'accesso allo Stamford Bridge a lui e ad alcuni suoi ex compagni di squadra degli anni settanta dal presidente Ken Bates, salvo poi essere riammesso nel 2003 con l'avvento di Roman Abramovich.
Nello stesso anno esce la sua autobiografia intitolata "Ossie - King of Stamford Bridge", scritta assieme a Martin Knight e Martin King, mentre nel 2004 è protagonista di un cameo nel film inglese The Football Factory.
Il 1º marzo 2006, a seguito di un attacco cardiaco, Osgood muore all'età di 59 anni. Nella prima gara casalinga del Chelsea successiva alla sua scomparsa, disputata contro i rivali del Tottenham, vi sono numerosi tributi, compreso un minuto di applausi ed un ultimo saluto da parte di alcuni suoi ex compagni di quadra.
Il 1º ottobre del 2006 le ceneri di Peter Osgood vengono sparse sotto il dischetto dell'area di rigore davanti alla Shed End dello Stamford Bridge. Più di 2500 tifosi prendono parte alla cerimonia, a cui si aggiungono ex compagni, allenatori, presidenti e colleghi, oltre ai correnti giocatori del Chelsea.

## Statistiche

### Cronologia presenze e reti in nazionale
| Cronologia completa delle presenze e delle reti in nazionale ― Inghilterra | Cronologia completa delle presenze e delle reti in nazionale ― Inghilterra | Cronologia completa delle presenze e delle reti in nazionale ― Inghilterra | Cronologia completa delle presenze e delle reti in nazionale ― Inghilterra | Cronologia completa delle presenze e delle reti in nazionale ― Inghilterra | Cronologia completa delle presenze e delle reti in nazionale ― Inghilterra | Cronologia completa delle presenze e delle reti in nazionale ― Inghilterra | Cronologia completa delle presenze e delle reti in nazionale ― Inghilterra |
| Data                                                                       | Città                                                                      | In casa                                                                    | Risultato                                                                  | Ospiti                                                                     | Competizione                                                               | Reti                                                                       | Note                                                                       |
| -------------------------------------------------------------------------- | -------------------------------------------------------------------------- | -------------------------------------------------------------------------- | -------------------------------------------------------------------------- | -------------------------------------------------------------------------- | -------------------------------------------------------------------------- | -------------------------------------------------------------------------- | -------------------------------------------------------------------------- |
| 25-2-1970                                                                  | Anderlecht                                                                 | Belgio                                                                     | 1 – 3                                                                      | Inghilterra                                                                | Amichevole                                                                 | -                                                                          |                                                                            |
| 2-6-1970                                                                   | Guadalajara                                                                | Inghilterra                                                                | 1 – 0                                                                      | Romania                                                                    | Mondiali 1970 - 1º turno                                                   | -                                                                          |                                                                            |
| 11-6-1970                                                                  | Guadalajara                                                                | Inghilterra                                                                | 1 – 0                                                                      | Cecoslovacchia                                                             | Mondiali 1970 - 1º turno                                                   | -                                                                          |                                                                            |
| 14-11-1973                                                                 | Londra                                                                     | Inghilterra                                                                | 0 – 1                                                                      | Italia                                                                     | Amichevole                                                                 | -                                                                          |                                                                            |
| Totale                                                                     |                                                                            | Presenze                                                                   | 4                                                                          |                                                                            | Reti                                                                       | 0                                                                          |                                                                            |

## Palmarès

### Club

#### Competizioni nazionali
- Coppa d'Inghilterra: 2

Chelsea: 1969-1970
Southampton: 1975-1976
- Coppa di Lega inglese: 1

Chelsea: 1964-1965

#### Competizioni internazionali
- Coppa delle Coppe: 1

Chelsea: 1970-1971

### Individuale
- Capocannoniere della Coppa delle Coppe: 1

1971-1972 (8 gol)